# A Noite de 23 de Maio
A Noite de 23 de Maio (Mystery Street, no original em inglês) é um filme norte-americano de 1950, do gênero policial, dirigido por John Sturges e estrelado por Ricardo Montalban e Sally Forrest.
Filmado em Boston e cercanias, o filme é um precursor de séries de TV que destacam o trabalho de peritos criminais, como CSI: Crime Scene Investigation e Cold Case.

## Sinopse
Vivian Heldon combina um encontro com James Harkley, seu namorado rico e casado, no bar onde trabalha. Enquanto espera, Vivian conhece Henry Shanway, um bêbado cuja esposa acaba de perder o filho na sala de parto. Como Harkley não aparece, Vivian se oferece pra levar Henry para casa. No caminho, rouba o carro dele. Daí, ela parte ao encontro de Harkley e diz que precisa de dinheiro, mas Harkley acaba por matá-la. Para disfarçar, ele a coloca no carro e o empurra para um lago.
Meses depois, o esqueleto da moça é encontrado na praia. O Tenente da polícia Peter Morales e seu assistente, Detetive Tim Sharkey, começam a investigar o caso. Ao visitar o departamento de Medicina Legal da Universidade Harvard, eles conhecem o Doutor McAdoo, especialista criminal, que passa a ajudá-los a montar o quebra-cabeça e evitar que um inocente seja incriminado.

## Premiações
| Patrocinador                                  | Prêmio | Categoria                | Situação |
| --------------------------------------------- | ------ | ------------------------ | -------- |
| Academia de Artes e Ciências Cinematográficas | Oscar  | Melhor História Original | Indicado |

## Elenco
| Ator/Atriz        | Personagem          |
| ----------------- | ------------------- |
| Ricardo Montalban | Peter Morales       |
| Sally Forrest     | Grace Shanway       |
| Bruce Bennett     | Doutor McAdoo       |
| Elsa Lanchester   | Senhora Smerrling   |
| Marshall Thompson | Henry Shamway       |
| Jan Sterling      | Vivian Heldon       |
| Edmon Ryan        | James Harkley       |
| Betsy Blair       | Jackie Elcott       |
| Wally Maher       | Tim Sharkey         |
| Ralph Dumke       | Tatuador            |
| Willard Waterman  | Agente funerário    |
| Walter Burke      | Ornitólogo          |
| Don Shelton       | Promotor de justiça |